# Вибю, Маргерит
Маргерит Вибю полное имя Ида Маргерит Стинберг Йенсен Вибю (дат. Marguerite Viby; 25 июня 1909, Копенгаген, Дания — 8 апреля 2001, Фредериксберг, Дания) — датская актриса
 театра, кино и телевидения. Считается одной из выдающихся комедийных актрис датского кино. Лауреат главных кинопремий Дании «Бодиль» и «Роберт» (2000).

## Биография
Дочь полицейского и секретарши. После смерти отца в 14-летнем возрасте бросила школу и подрабатывала, чтобы оплачивать уроки танцев. Училась в балетной школе. Дебютировала в 1923 году в Парке Тиволи.
С 1927 года выступала в копенгагенских театрах-ревю. На протяжении всей жизни она продолжала выступать в ревю и мюзиклах.
Как киноактриса начала сниматься в немом кино в конце 1920-х годов. Сыграла в 55 фильмах.
Сниматься в кино начала в 1928 году, как партнерша комиков К. Шенстрёма и Х. Мадсена (Пат и Паташон) в фильме «Герой кино» (1928), «Опасайся девушек» (1930), «Он, она и Гамлет» (1932).
В 1930-е годы приобрела широкую популярность как исполнительница главных ролей в бытовых комедиях: «Держу пари на миллион» (1932), «Пять бравых девушек» (1933), «Раздобудьте сенсацию» (1934), «Моя жена — гусар» (1935), «Серенсен и Расмусен» (1940) и др., где она играла жизнерадостных, предприимчивых, грубоватых девушек, деловито прокладывающих себе путь к материальному благосостоянию.
В 1970-х и 1980-х годах продолжала сниматься на телевидении.
Была замужем пять раз. В начале 1940-х была в близких отношениях с Бертилем, герцогом Халландским.
В 1985 году у неё произошло кровоизлияние в мозг. Умерла 6 лет спустя.

## Избранная фильмография
- Højt paa en Kvist — 1929
- Han, hun og Hamlet — 1932
- Skal vi vædde en million? — 1932
- Tretten år — 1932
- 5 raske piger — 1933
- Så til søs — 1933
- Skaf en sensation — 1934
- Min kone er husar — 1935
- Cocktail — 1937
- Mille, Marie og mig — 1937
- Milly, Maria och jag — 1938
- Komtessen på Stenholt — 1939
- En pige med pep — 1940
- Sørensen og Rasmussen — 1940
- Fröken Kyrkråtta — 1941
- Frøken Kirkemus — 1941
- Lyckan kommer — 1942
- Lykken kommer — 1942
- Frøken Vildkat — 1942
- Op med humøret — 1943
- Som du vil ha' mig — 1943
- Teatertosset — 1944
- Lilla helgonet — 1944
- Jeg elsker en anden — 1946
- Den opvakte jomfru — 1950
- Den store gavtyv — 1956
- Hvad vil De ha'? — 1956
- Pigen og vandpytten — 1958
- Mine tossede drenge — 1961
- Don Olsen kommer til byen — 1964
- Far laver sovsen — 1967
- Mordskab — 1969
- På'en igen Amalie — 1973